# Fastrar är inga gentlemän
Fastrar är inga gentlemän är en roman av P.G. Wodehouse, utgiven i England 1974 med titeln Aunts Aren't Gentlemen och i USA 1975 med titeln The Cat-nappers. Det är den elfte romanen om Bertie Wooster och hans betjänt Jeeves. Den översattes till svenska av Birgitta Hammar och utgavs på Albert Bonniers förlag 1975.

## Handling
Av hälsoskäl gästar Bertie Wooster på läkares inrådan den pastorala idyllen Maiden Eggesford för att komma till rätta med besvärande ljusröda utslag på bröstet. Han återser upptäcktsresanden major Plank, som igenkänner honom som den förhärdade brottslingen Alpine Joe, och är snart inblandad i kattkidnappning och hästkapplöpningsmygel. Berties gamla skolkamrat Orlo Porter, numera amatörornitolog och kommunistisk försäkringstjänsteman, och hans styvnackade käresta Vanessa Cook, som Bertie en gång friat till, komplicerar tillvaron.